# Eddie Southern
Silas Edward Southern, detto Eddie (Dallas, 4 gennaio 1938 – 17 maggio 2023), è stato un ostacolista e velocista statunitense.

## Biografia
All'apice della carriera vinse la medaglia d'argento nei 400 metri ostacoli ai Giochi olimpici di Melbourne 1956.

## Palmarès
| Anno | Manifestazione      | Sede      | Evento   | Risultato | Prestazione | Note |
| ---- | ------------------- | --------- | -------- | --------- | ----------- | ---- |
| 1956 | Giochi olimpici     | Melbourne | 400 m hs | Argento   | 50"8        |      |
| 1959 | Giochi panamericani | Chicago   | 4×400 m  | Argento   | 3'05"8      |      |